# Maizena (futebolista)
Geraldo Carlos Burile, mais conhecido como Maizena (Cascavel, 22 de outubro de 1967), é um ex-futebolista brasileiro que atuava como goleiro.
Jogou como goleiro do Fortaleza Esporte Clube em três oportunidades.

## Títulos
São Paulo
- Campeão Paulista - 1989

Internacional
- Campeão Gaúcho - 1991
- Campeão da Copa FGF - 1991

Toluca
- Campeão Mexicano - 1999

Cruzeiro
- Copa Centro Oeste 1999

Fortaleza
- Campeão Cearense - 2000 e 2001

Sport
- Campeão Pernambucano - 2003
- Campeão da Copa de Pernambuco - 2003